# 17908 Chriskuyu
17908 Chriskuyu è un asteroide della fascia principale. Scoperto nel 1999 da un ragazzo italiano residente nella provincia di Parma chiamato Carlo Perdisci, presenta un'orbita caratterizzata da un semiasse maggiore pari a 2,3353685 UA e da un'eccentricità di 0,1679656, inclinata di 6,55483° rispetto all'eclittica.